# CHRNA10
CHRNA10 (англ. Cholinergic receptor nicotinic alpha 10 subunit) – білок, який кодується однойменним геном, розташованим у людей на короткому плечі 11-ї хромосоми. Довжина поліпептидного ланцюга білка становить 450 амінокислот, а молекулярна маса — 49 705.
| 10         |  | 20         |  | 30         |  | 40         |  | 50         |
| ---------- |  | ---------- |  | ---------- |  | ---------- |  | ---------- |
| MGLRSHHLSL |  | GLLLLFLLPA |  | ECLGAEGRLA |  | LKLFRDLFAN |  | YTSALRPVAD |
| TDQTLNVTLE |  | VTLSQIIDMD |  | ERNQVLTLYL |  | WIRQEWTDAY |  | LRWDPNAYGG |
| LDAIRIPSSL |  | VWRPDIVLYN |  | KADAQPPGSA |  | STNVVLRHDG |  | AVRWDAPAIT |
| RSSCRVDVAA |  | FPFDAQHCGL |  | TFGSWTHGGH |  | QLDVRPRGAA |  | ASLADFVENV |
| EWRVLGMPAR |  | RRVLTYGCCS |  | EPYPDVTFTL |  | LLRRRAAAYV |  | CNLLLPCVLI |
| SLLAPLAFHL |  | PADSGEKVSL |  | GVTVLLALTV |  | FQLLLAESMP |  | PAESVPLIGK |
| YYMATMTMVT |  | FSTALTILIM |  | NLHYCGPSVR |  | PVPAWARALL |  | LGHLARGLCV |
| RERGEPCGQS |  | RPPELSPSPQ |  | SPEGGAGPPA |  | GPCHEPRCLC |  | RQEALLHHVA |
| TIANTFRSHR |  | AAQRCHEDWK |  | RLARVMDRFF |  | LAIFFSMALV |  | MSLLVLVQAL |
|            |  |            |  |            |  |            |  |            |

A: Аланін

C: Цистеїн

D: Аспарагінова кислота

E: Глутамінова кислота

F: Фенілаланін

G: Гліцин

H: Гістидин

I: Ізолейцин

K: Лізин

L: Лейцин

M: Метіонін

N: Аспарагін

P: Пролін

Q: Глутамін

R: Аргінін

S: Серин

T: Треонін

V: Валін

W: Триптофан

Кодований геном білок за функціями належить до рецепторів, іонних каналів. 
Задіяний у таких біологічних процесах, як транспорт іонів, транспорт, транспорт кальцію. 
Білок має сайт для зв'язування з іоном кальцію. 
Локалізований у клітинній мембрані, мембрані, клітинних контактах, синапсах.